# Пролетарское сельское поселение (Красносулинский район)
Пролетарское сельское поселение — муниципальное образование в Красносулинском районе Ростовской области. 
Административный центр поселения — хутор Пролетарка.

## Административное устройство
В состав Пролетарского сельского поселения входят:
- хутор Пролетарка,
- посёлок Донлесхоз,
- хутор Малая Гнилуша,
- село Прохоровка,
- хутор Пушкин.

## Население
| 2010  | 2012  | 2013  | 2014  | 2015  | 2016  | 2017  |
| ----- | ----- | ----- | ----- | ----- | ----- | ----- |
| 2205  | ↘2139 | ↘2126 | ↗2143 | ↗2148 | ↘2147 | ↘2122 |
| 2018  | 2019  | 2020  | 2021  |       |       |       |
| ↘2110 | ↘2080 | ↘2049 | ↘2041 |       |       |       |